# T-Mobile Czech Republic

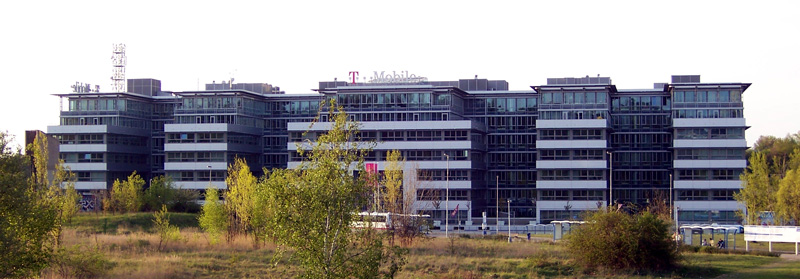
Sídlo T-Mobile Czech Republic v Praze-Roztylech. Vlastníkem nemovitosti je realitní fond CPDP, zástavním věřitelem Česká spořitelna.

T-Mobile Czech Republic, a.s. je česká telekomunikační společnost provozující stejnojmennou mobilní síť. Tu začala roku 1996 pod jménem Paegas provozovat ještě jako RadioMobil a.s., s akcionáři České Radiokomunikace a Deutsche Telekom prostřednictvím konsorcia CMobil B. V.). Síť začala fungovat na již digitálním standardu GSM (na rozdíl od společnosti Eurotel, která od roku 1991 provozovala síť na starším analogovém systému NMT).

## Historie
Společnost založily České radiokomunikace v únoru 1996 a v březnu 1996 jako vítěz výběrového řízení získala druhou licenci na mobilní hlasové služby na bázi GSM v pásmu 900 MHz, když první licenci získala bez výběrového řízení společnost Eurotel. Na základě smlouvy o společném podniku v něm získalo 49% podíl konsorcium CMobil B.V, které se skládalo z T-Mobile (dceřiná společnost německého Deutsche Telekom) s 84,55% podílem, z italského Telecom Italia Mobile s 12 % a zbylé drobné podíly držely Spořitelní kapitálová společnost, TMP - Telekomunikační montáže Praha a PVT, za vklad ve výši 5 mld. Kč ve formě emisního ážia a toto konsorcium získalo také opci na navýšení základního jmění společnosti v roce 2001.
Podle podmínek výběrového řízení měla společnost pokrýt svou sítí do června 1997 80 % obyvatelstva České republiky a 83 % evropských silnic na jejím území. Společnost GSM síť spustila v září 1996 pod názvem Paegas. Síť rychle rostla, v roce 1999 dosáhla 1 mil. uživatelů a v roce 2001 2 mil. uživatelů.
V roce 2000 se České radiokomunikace pokusily výše uvedenou opci za 765 mil. USD (tehdy asi 28 mld. Kč) od Cmobilu odkoupit, ten však jejich nabídku odmítl. V roce 2001 Cmobil opci vyžil a navýšil svůj podíl ve společnosti na 60,77 %, když České radiokomunikace získaly kompenzaci ve výši 500 ml. USD.
Název sítě se z Paegas na T-Mobile se změnil v roce 2002, společnost se přejmenovala na nynější T-Mobile Czech Republic a. s. až o rok později. V roce 2005 T-Mobile získal na českém trhu prvenství v počtu aktivních zákazníků (počet aktivních SIM karet). Své prvenství drží neustále (H1/2014 - 5,9 milionu SIM karet).
V roce 2006 byl 39,23% podíl Českých radiokomunikací převeden na lucemburskou společnost Ceske Radiokomunikace S.à.r.l. (v roce 2007 přejmenovaná na TMCZ Holdco II (Lux)), kterou tehdy vlastnila česká společnost Radiokomunikace Holdings a.s., kterou vlastnila nizozemská společnost Bivideon B.V., tehdejší majoritní vlastník Radiokomunikací. V letech 2008 a 2009 vyplatila společnost těmto svým akcionářům na dividendách 18 mld. Kč.
V roce 2009 společnost převzala 100 tisíc zákazníků Českých radiokomunikací využívajících hlasové a pevné datové služby, čímž se stala druhým největším poskytovatelem ADSL v České republice. Od roku 2010 do roku 2014 také přeprodávala satelitní vysílání společnosti Skylink.
V roce 2013 TMCZ koupil 100% podíl ve své sesterské společnosti T-Systems CZ a posílil tak svou pozici v B2B segmentu a ICT službách. Na sklonku roku 2013 Deutsche Telekom ohlásil koupi skupiny GTS. Tato akvizice schválená regulačními orgány v první polovině roku 2014 dále posílila TMCZ, který fúzuje s českou pobočkou GTS.
Poslední vlastnická změna společnosti nastala v roce 2014, kdy Cmobil odkoupil od TMCZ Holdco II (Lux),, i menšinový podíl a stal se 100% vlastníkem TMCZ. TMCZ Holdco II tehdy vlastnila společnost Falcon Borrower, tehdejší vlastník Radikomunikací. Největším akcionářem Falcon Borrower byla do roku 2008 americká banka Lehman Brothers, když její podíl získal v roce 2008 dřívější menšinový akcionář, britský fond Mid Europa Partners. Cmobil již tehdy 100 % ovládal Deutsche Telekom, o rok později se přejmenoval na Deutsche Telekom Europe B.V.
Prostřednictvím Deutsche Telekom Europe společnost vyplácí pravidelně zisk ve formě dividend do Deutsche Telekomu.
V roce 2022 byl celkový počet zákazníků 6,423 milionu.

## Cenová politika
V dubnu 2017 způsobil rozruch, když pro Ministerstvo financí dojednal velmi výhodné ceny 54 Kč měsíčně za neomezené volání a 109 Kč měsíčně za data s 10 GB FUP. Pro běžného zákazníka byla v té době cena neomezeného tarifu včetně SMS a pouze 4 GB dat na 799 Kč měsíčně.

## Kontroverze
Od roku 2011 má T-Mobile s O2 dohodu o sdílení sítě, což bylo vyšetřováno ÚOHS a EK.[zdroj?]